# Mezőkomárom
Mezőkomárom è un comune dell'Ungheria di 1.031 abitanti (dati 2001). È situato nella contea di Fejér.